# Utpost
Utpost är ett något äldre uttryck, som beskriver en plats i periferin, såsom en fyrplats eller en fjällstation.
Inom frikyrkorörelsen, har uttrycket använts och används om en påbörjad församlingsbildning, tillhörande en befintlig församling. Besläktade begrepp är annexförsamling och församlingsplantering.